# Mariano Parada
Mariano Parada, conocido como Cole Parada (Buenos Aires, 30 de mayo de 1970). es un regatista argentino.
En la clase Cadet fue campeón del mundo en 1983 y 1984 con su hermano Guillermo Parada, y en la clase Snipe repitió campeonatos del mundo en 1993 y 1995, esta vez con Santiago Lange.

## Juegos olímpicos
Participó en los Juegos Olímpicos de Sídney 2000 en la clase Tornado. 